# Rioulong
Le Rioulong est une  rivière du sud-ouest de la France, dans le département de la Lozère, en ancienne région Languedoc-Roussillon, donc en nouvelle région Occitanie, affluent de la Colagne donc sous-affluent de la Garonne par le Lot.

## Géographie
De 12,4 km de longueur, le Rioulong prend sa source dans le département de la Lozère commune Les Salces à 1 353 m d'altitude.
Il coule globalement de l'ouest vers l'est.
Le Rioulong conflue dans la Colagne en rive droite sur l'ancienne commune de Chirac, maintenant Bourgs sur Colagne.

### Communes et cantons traversées
Dans le seul département de la Lozère, le Rioulong traverse les trois communes suivantes, de l'amont vers l'aval, de Les Salces, Le Monastier-Pin-Moriès, ancienne commune de Chirac maintenant Bourgs sur Colagne.
Soit en termes de cantons, le Rioulong prend source dans le canton d'Aumont-Aubrac, conflue dans le canton de Chirac, dans l'arrondissement de Mende.

## Affluents
Le Rioulong a quatre affluents références sur Géoportail :
- le Valat de las Rives (rg[note 1]) avec deux affluents :
  - le ruisseau del Bouos (rg),
  - le valet des Agaches (rg),
- le Valat de las Pies (rg),
- le ruisseau du Martinez (rg), 2,7 km avec un affluent :
  - le ruisseau des Crisouès (rd),
- La Biourière (rd), 18,1 km de rang de Strahler deux.

Donc son rang de Strahler est de trois.